# 21516 Маріяґодінец
21516 Маріяґодінец (21516 Mariagodinez) — астероїд головного поясу, відкритий 23 травня 1998 року.
Тіссеранів параметр щодо Юпітера — 3,393.